# Adolph Jerosch
Adolph Georg Gottlieb Jerosch (ur. 11 sierpnia 1831 w Braniewie, zm. 2 marca 1894 w Wiesbaden) – niemiecki handlowiec, w latach 1863–1883 wicekonsul i konsul Niemiec w Lizbonie.

## Życiorys
Urodził się w Braniewie w Prusach Wschodnich w ewangelickiej rodzinie kupca i radnego miejskiego. Miał 5 braci i 3 siostry. Uczęszczał do miejscowego katolickiego gimnazjum o wielowiekowych tradycjach, które ukończył wraz z maturą w 1852 roku. Następnie studiował prawo i nauki ekonomiczne na Uniwersytecie Albrechta w Królewcu. Studia ukończył uzyskanym stopniem doktora prawa. Po studiach rozpoczął karierę prawnika w Koszalinie, uzyskując uznanie i dobrą sytuację materialną. Na początku lat 60. odziedziczył w Lizbonie firmę po wuju Otto Heroldzie, jednym z braci jego matki Sophie Herold (1797–1834). Oprócz tego pełnił w Lizbonie funkcję wicekonsula Związku Północnoniemieckiego, a następnie wicekonsula i konsula Cesarstwa Niemieckiego. W 1883 wyczerpany tą wielostronną działalnością, postanowił powrócić w rodzinne strony, osiedlając się w Królewcu, w mieście jego młodości i studiów. Czas letni spędzał, jak wcześniej w Krynicy Morskiej, gdzie zakupił willę, którą nazwał na wspomnienie Portugalii „Cintra”. Później przekazał tę willę miastu Elbląg na rzecz organizowania wypoczynku dla potrzebujących dzieci. Nie dane było mu jednak długo cieszyć się odpoczynkiem w Królewcu. W wypadku podczas wysiadania z tramwaju konnego, doznał urazu kręgosłupa, skutkującego czasowym paraliżem nóg. W celu podjęcia leczenia, rodzina przeprowadziła się do Wiesbaden. Jednak wszelkie kuracje okazały się nieskuteczne. Adolph Jerosch umiera 2 marca 1894 roku w Wiesbaden.

## Życie rodzinne
W 1873 wstąpił w związek małżeński z Holenderką Anne Margaretha Buekers z Elburg w Holandii, również ewangeliczką. Spośród trójki uzdolnionych dzieci z tego małżeństwa tylko córka Marie Brockmann-Jerosch, późniejsza botanik i geolog w Zurichu, dożyła dorosłego wieku. Jego bratanica Käthe Jerosch (ur. 1864 in Braniewie, zm. 1945 w Göttingen) wyszła za mąż za wybitnego matematyka Davida Hilberta.